# Linda Sembrant
Linda Birgitta Sembrant (Uppsala, Suecia, 15 de mayo de 1987) es una futbolista sueca que juega como defensa en la Juventus de Turín de la Serie A de Italia.

## Trayectoria
Debutó en la Damallsvenskan en 2004 con el Bälinge. En 2006 estuvo cedida en el Lincoln City inglés.
Tras debutar en 2008 con la selección sueca pasó tres temporadas (2008-10) en el AIK. Jugó en 2011 en el Göteborg, con el que debutó en la Liga de Campeones.
En 2012 fichó por el Tyresö, con el que jugó la final de la Liga de Campeones. Cuando el Tyresö quebró en 2014 fichó por el Montpellier francés.
Con la selección sueca ha jugado el Mundial 2011 y los Juegos Olímpicos 2012.

## Palmarés
Kopparbergs/Göteborg FC
- Copa de Suecia Femenina (1): 2011

Tyresö FF
- Damallsvenskan (1): 2012

Juventus
- Serie A (2): 2019/2020, 2020/2021
- Supercopa Italiana (2): 2019, 2020

### Selección nacional
- Juegos Olímpicos de Verano: Medalla de Plata, 2016